# The Experienced English Housekeeper
The Experienced English Housekeeper è un libro di cucina di Elizabeth Raffald pubblicato nel 1769.
Il libro spiega come imbandire una tavola e contiene circa 900 ricette che sono istruzioni rivolte al cuoco e senza degli elenchi di ingredienti. Tra gli alimenti ivi descritti vi sono zuppe, arrosti, piatti con carne bollita, pudding bolliti, piatti di pesce, dolci, quelli che l'autrice definisce "piccoli piatti salati" (little savory dishes), carne in scatola, bevande, vini, sottaceti, conserve ed essenze distillate. Il libro contiene la prima ricetta dedicata alla classica torta nuziale con marzapane e ghiaccia reale ed è uno dei primi a menzionare il barbecue.
Nel volume, l'artista dichiara di essersi basata sulle sue personali esperienze in cucina e di aver evitato di plagiare opere altrui.
The Experienced English Housekeeper è stato acclamato per la sua praticità e ispirò diverse scrittrici di cucina. Delle oltre trenta riedizioni dell'opera molte non sono ufficiali.